# Article B2FH
L'article B²FH s'anomena així per les inicials dels seus autors: Margaret Burbidge, Geoffrey Burbidge, William A. Fowler, i Fred Hoyle, l'article científic és una fita en l'origen dels elements químics, es va publicar en Reviews of Modern Physics el 1957. El títol de l'article és "Síntesi dels elements en les estrelles", però a mesura que anava creixent la seva influència va passar a ser conegut només com a "B2FH". L'article B2FH va expandir àmpliament la teoria de la nucleosíntesi estel·lar a la comunitat científica, especialment entre els astrònoms que hi veien diàriament la rellevància en la seva recerca, en un temps en què només era apreciada per uns pocs experts en física nuclear. Però no va crear la teoria de la nucleosíntesi estel·lar, sinó que la va fer famosa.
L'article esbossa i analitza diversos processos claus que són responsables de la nucleosíntesi dels elements més pesants que el ferro i la seva abundància relativa per la captura dins d'estrelles de neutrons lliures. Va avançar molt menys la comprensió de la síntesi dels elements molt abundants del silici al níquel. Estranyament, tot i la coautoria de Hoyle i sent el seu arquitecte conceptual, l'article no va incloure el procés de combustió del carboni, la combustió d'oxigen i la combustió del silici, els quals contribueixen enormement al creixement de la metal·licitat estel·lar del maganesi al níquel en el gas interestel·lar. La nucleosíntesi de les supernoves que aconsegueix això ja havia estat publicada per Hoyle el 1954.

## La física el 1957
Al temps de la publicació de l'article B2FH, George Gamow defensava una teoria de l'univers segons la qual virtualment tots els elements, o nuclis atòmics, van ser sintetitzats durant el big-bang. Les implicacions de la teoria de nucleosíntesi de Gamow eren que les abundàncies nuclears en l'univers són en gran part estàtiques. Conjuntament, Hans Bethe i Charles L. Critchfield havien derivat la cadena protó-protó el 1938, i Carl von Weizsäcker i Hans Bethe independentment havien derivat el cicle CNO, el 1938 i 1939 respectivament, per mostrar que la conversió d'hidrogen a heli per fusió nuclear seria el responsable de la producció d'energia estel·lar. D'aquesta manera es va demostrar a Gamow i altres que les abundàncies de l'hidrogen i l'heli no eren perfectament estàtiques. La petita producció d'heli s'afegiria marginalment a la seva abundància inicial pel big-bang. Però el poder nuclear estel·lar no va ser un pas convincent cap a nucleosíntesi estel·lar. Els elements del carboni en amunt encara eren un misteri.
Gamow va defensar la teoria que tots els elements eren residuals del big-bang, també permetent canvis lleus en les proporcions d'hidrogen i heli.
Llavors Fred Hoyle, inicialment el 1946 i més tard el 1954, i els seus tres col·laboradors coautors de l'article B²FH va donar una explicació diferent per l'origen dels elements pesants. Van postular que tots altres nuclis atòmics més pesants que el liti van haver de ser sintetitzats en estrelles enlloc de durant el big-bang, si és que havia existit un big-bang (fet que es va confirmar més tard). Ambdues teories van acordar que alguns nuclis lleugers (hidrogen, heli i una massa relativament minúscula de liti) no va ser creat en estrelles, i això va contribuir a la teoria ara acceptada de nucleosíntesi primordial d'hidrògen, heli i liti.

## La física en l'article
Com que la idea de l'origen dels àtoms dels elements químics dins d'estrelles és que una majoria de tots els elements (tot excepte hidrogen, heli i la quantitat minúscula de liti) ha de venir d'estrelles, s'anomena la teoria de nucleosíntesi estel·lar. La diferència clau entre aquesta teoria de nucleosíntesi estel·lar i totes les anteriors sobre l'origen dels elements és que va pronosticar l'evolució química de l'univers, el qual és verificable pels astrònoms mesurant les línies espectrals estel·lars. La mecànica quàntica explica per què àtoms diferents emeten llum a longituds d'ona característiques i així, estudiant la llum emesa per estrelles diferents, es pot inferir la composició atmosfèrica d'estrelles individuals. A l'emprendre aquesta tasca, les observacions indiquen una forta correlació negativa entre el contingut inicial d'elements pesants d'una estrella (metal·licitat) i la seva edat (desplaçament cap al roig). Les estrelles formades més recentment tendeixen a tenir una major metal·licitat.
La nucleosíntesi primordial ens diu que l'univers primerenc consistia únicament d'elements lleugers, i així s'espera que les primeres estrelles siguessin compostes d'hidrogen, heli, i liti, els tres elements més lleugers. L'estructura estel·lar i el diagrama de Hertzsprung–Russell indiquen que el temps de vida d'una estrella depén molt de la seva massa inicial, de manera que les estrelles massives són de vida molt curta, i les estrelles menys massives tenen una vida més llarga. El B2FH argumenta que quan l'estrella mor, enriqueix el medi interestel·lar amb 'elements pesants' (en aquest cas tots els elements més pesants que liti, el tercer element), i d'aquest en són formades noves estrelles. Això és compatible amb la correlació negativa observada entre la metal·licitat estel·lar i el desplaçament cap al roig.
La teoria presentada pels autors de B2FH també descriu aspectes claus de la física nuclear i l'astrofísica implicats en com les estrelles aconsegueixen aquest acte creatiu. Escrutant la taula de núclids, eren capaços de caracteritzar l'existència de diferents entorns estel·lars que podrien produir les abundàncies isotòpiques observades i els processos nuclears que han d'ocórrer en aquestes estrelles. En aquest article els autors van descriure creativament l'existència del procés P, procés R, i procés S responsables dels elements més pesants que el ferro. Les abundàncies d'aquests elements pesants i els seus isòtops són més o menys 100,000 voltes menys que les dels elements importants, els quals va explicar Hoyle (1954) tres anys abans per la fusió nuclear dins les closques ardents d'estrelles massives.

## Escriptura de l'article
Margaret Burbidge i Geoffrey Burbidge van escriure el primer esborrany complet de l'article el 1956 a Caltech, incorporant un esborrany més primerenc de Fowler i Hoyle i afegint observacions astronòmiques extenses i dades experimentals per donar suport a la teoria. Tots dos Burbidges van tenir posicions provisionals a Caltech creades per W.A. Fowler per aquest propòsit el 1956. Hoyle i Fowler havien treballat extensament en l'esborrany primerenc el 1955 quan tots quatre coautors estaven junts temporalment a Cambridge. La teoria original de nucleosíntesi estel·lar havia estat creada anteriorment en articles publicats el 1946 i 1954 per Fred Hoyle a Cambridge. Geoffrey Burbidge ha afirmat que és un error alguns tenen suposar que Fowler era el cap del grup perquè l'escriptura i enviament per publicació es va fer a Caltech el 1956. Però Fowler, encara que era un físic nuclear acomplert, encara estava activament aprenent la teoria de Hoyle teoria el 1955 mentre estava d'excedència de Caltech i més tard va declarar emfàticament que Hoyle era el dirigent intel·lectual d'aquest esforç. Ambdós Burbidges també estaven aprenent la teoria de Hoyle durant 1954-55 a Cambridge.

## Reconeixement
Com que B²FH va focalitzar l'atenció científica cap al camp de l'astrofísica nuclear, s'ha dit sovint que havia fundat aquest camp, el qual exagera la seva importància a la història de la ciència considerablement. Tot i que la teoria científica clarament havia estat començada pels articles publicats per Fred Hoyle el 1946 i el 1954 així com per la seva captació de l'equip B²FH a Cambridge, els articles inicials de Hoyle no van aconseguir el ressò científic que sí va atraure l'article B²FH. William A. Fowler fou reconegut amb premi Nobel de Física pel seu treball de dècades en física nuclear experimental per índexs de reaccions termonuclears en nuclis estel·lars.

## Article original
- Burbidge, E. Margaret; Burbidge, G. R.;Fowler, William A.; Hoyle, F. «Synthesis of the Elements in Stars». Reviews of Modern Physics, 29, 4, 01-10-1957, pàg. 547–650. DOI: 10.1103/RevModPhys.29.547.